# Matthew White
Pour les articles homonymes, voir Matthew White (homonymie) et White.
Matthew White (né le 22 février 1974 à Sydney) est un coureur cycliste et directeur sportif australien. Il est actuellement directeur sportif de l'équipe Mitchelton-Scott.

## Biographie
Matthew White commence le cyclisme à l'âge de 14 ans, et devient professionnel à 22 ans, en 1996 dans l'équipe Giant-Australian Institute of Sport. Après deux saisons, il rejoint l'Italie et les équipes Amore e Vita puis Vini Caldirola.
De 2001 à 2003, White court pour la formation américaine US Postal. Il n'est pas sélectionné aux côtés de Lance Armstrong pour le Tour de France durant cette période. Il participe en revanche au Tour d'Espagne, notamment en 2003, assistant le vainqueur final Roberto Heras.
En 2004, Matthew White arrive chez Cofidis, où court son compatriote Stuart O'Grady. Sélectionné pour le Tour de France, il doit abandonner avant le départ à cause d'une fracture de la clavicule contractée sur chute lors de la reconnaissance du parcours. Ce n'est qu'en 2005 qu'il participe à son premier et seul Tour de France.
Entretemps, il entraîne son épouse Jane Saville pour les Jeux olympiques d'Athènes où elle est médaillée de bronze en marche aux 20 kilomètres.
Revenant dans le giron de Johan Bruyneel en 2006 dans l'équipe Discovery Channel, il met un terme à sa carrière en 2007.
En 2008, il rejoint la direction de l'équipe Slipstream Chipotle de Jonathan Vaughters. En janvier 2010, il est licencié par la direction de l'équipe. Il lui est reproché d'avoir envoyé le coureur Trent Lowe effectuer des tests de VO2 chez le médecin espagnol Luis Garcia del Moral, et d'avoir ainsi violé la règle interne de l'équipe qui prévoit que tous les renvois médicaux doivent être approuvé par le personnel médical de l'équipe.
Devenant directeur sportif de la formation australienne Orica-GreenEDGE pour son lancement en 2012, White démissionne de son poste au mois d'octobre après avoir avoué s'être dopé lors de son passage dans l'équipe US Postal. Ses révélations interviennent quelques jours après la révélation publique du rapport de l'USADA traitant du dopage dans cette équipe dans le cadre de son enquête sur Lance Armstrong. White quitte également à cette occasion son poste de sélectionneur de l'équipe d'Australie sur route. Il revient à la direction de l'équipe Orica en juin 2013.

## Palmarès
- 1992
  -  Médaillé de bronze du championnat du monde de poursuite par équipes juniors
- 1996
  - 2e du Tour de Beauce
  - 3e du Tour de Nuremberg
- 1997
  - 2e du Tour du Cap
- 1998
  - 5e étape du Tour de Tasmanie
- 1999
  - 6e étape du Tour de Suisse
- 2002
  - 1re étape du Tour de Catalogne (contre-la-montre par équipes)
- 2005
  - 4e étape du Tour Down Under

## Résultats sur les grands tours

### Tour de France
1 participation
- 2005 : 123e

### Tour d'Italie
5 participations
- 1998 : abandon (18e étape)
- 2000 : 101e
- 2005 : 117e
- 2006 : 102e
- 2007 : 105e

### Tour d'Espagne
4 participations
- 2001 : abandon (15e étape)
- 2002 : 129e
- 2003 : 127e
- 2004 : 119e